# Fes-ho tu mateix

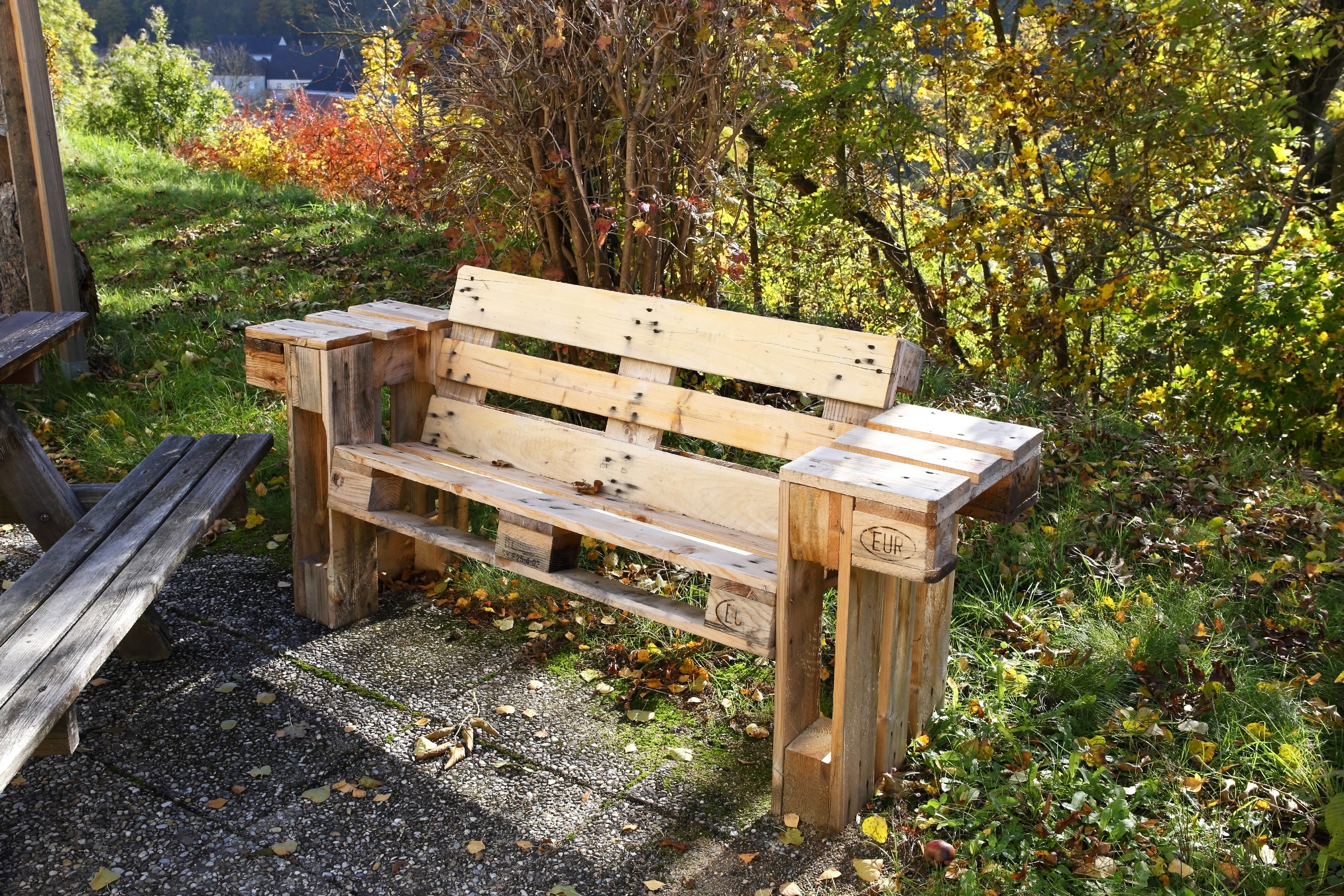
Exemple de moble DIY

El fes-ho tu mateix o fes-t'ho tu mateix (en anglès do it yourself, sovint abreujat com a DIY) és un moviment ètic i polític i d'acció pràctica i artística que promou el concepció, fabricació, adaptació, millora, reparació, reutilització i reciclatge fet a casa, amb recursos a l'abast i per mitjà de la cooperació, col·laboració i autoaprenentatge. S'oposa a la producció industrial massiva i aprecia la personalització i la unicitat per sobre de cànons estètics establerts i de perfecció. Inclou tota mena de creacions tècniques, tecnològiques i artístiques de la vida quotidiana, i desenvolupa formes d'organització no jerarquitzades.

## Història
L'ètica del fes-ho tu mateix/a està generalment associada a diversos moviments antisistema i anticapitalistes, ja que rebutja la idea d'haver de comprar sempre a d'altres les coses que un desitja o necessita. Es tracta d'un moviment contracultural aplicable a qualsevol àmbit de la vida quotidiana, com poden ser les reparacions domèstiques, la personalització d'una peça de roba o l'adaptació de vehicles. També cuinar el propi menjar i dissenyar i fer-se la pròpia roba, els mobles, una llar de foc o un sistema d'abastament energètic.

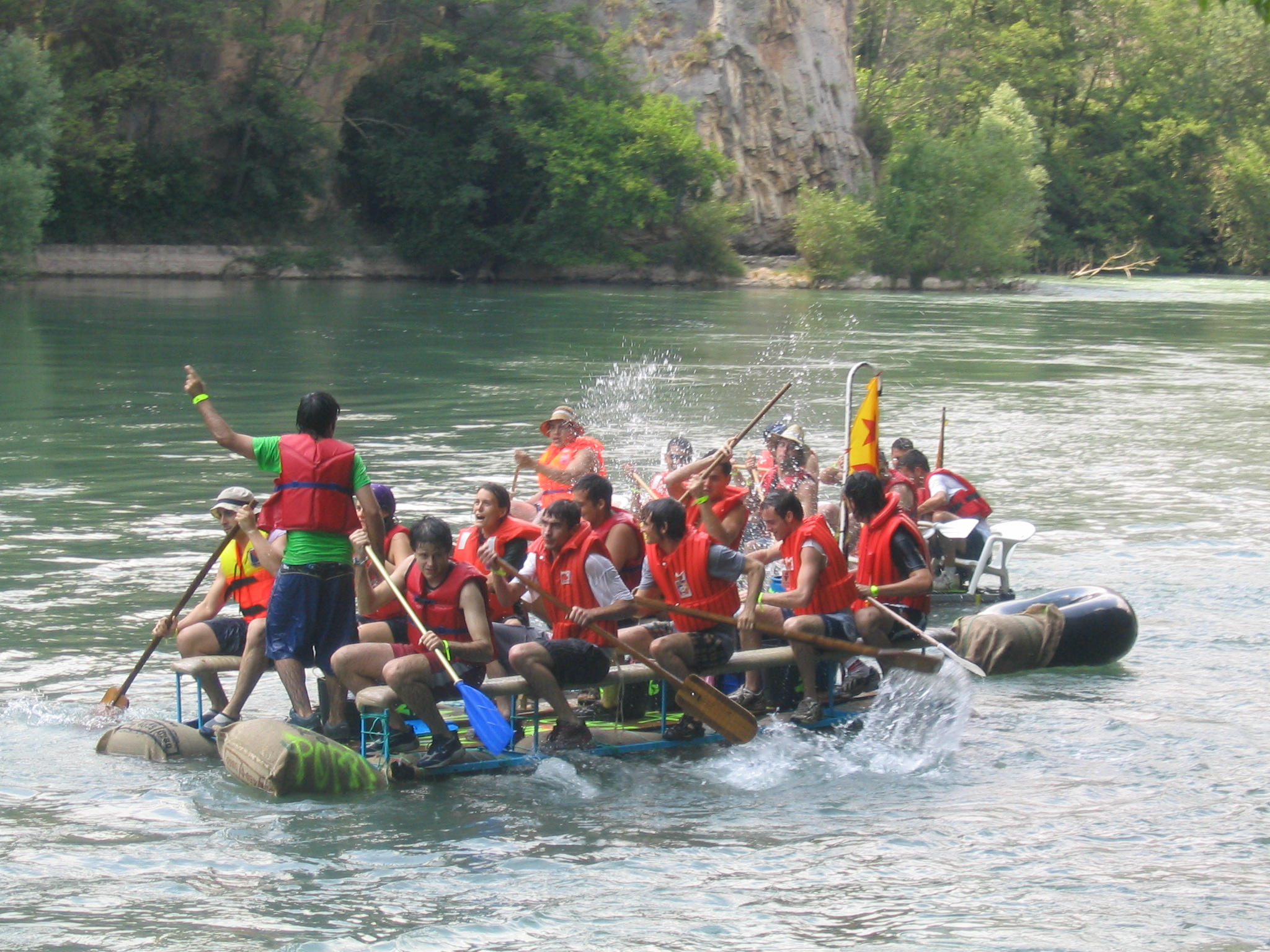
Barques en una Transsegre

El moviment punk s'ha caracteritzat per promoure aquesta filosofia en decorar-se els pantalons, samarretes, caçadores de cuir i altres complements. També s'organitza els seus propis sistemes de treball, comunicació, edició i distribució cultural.
Molts músics d'instruments elèctrics (guitarres i baixos principalment) fabriquen els seus propis pedals d'efectes, amplificadors o, inclús, els instruments. També s'apel·la al DIY per a referir-se a aquells artistes que, oposant-se al sistema establert per la indústria musical contemporània, graven amb els seus propis mitjans (i de vegades amb un pressupost zero), autogestionen els seus concerts i auto-promocionen la seva música, rebutjant la cultura del consum, l'oci convencional i l'autoritat en qualsevol de les seves formes. Aquestes pràctiques fan aflorar el sentiment de col·lectivitat, fet que ha provocat que el DIY hagi evolucionat cap al do it together («fem-ho juntes»).
El 2015, TV3 començà a emetre Ja t'ho faràs, un programa setmanal basat en aquest moviment, amb Rafel Vives de presentador. El 2019 feu el mateix, en un to irreverent i divertit, amb Bricoheroes.